# Rubén Ruiz Vergara
Rubén Ruiz (Logronyo, 22 d'abril de 1974) és un futbolista riojà, que ocupa la posició de migcampista.
Va començar a destacar a les categories inferiors del CD Logroñés, tot i que l'aportació al primer equip es resumeix en cinc partits disputats la temporada 94/95, amb els riojans a la màxima categoria.
Posteriorment, ha militat entre Segona B i Tercera en clubs com la SD Lemona, la Fundación Logroñés, l'Oyonesa o el San Marcial.